# Irena Brzustowska
Irena Brzustowska, po mężu Prószyńska (ur. 20 października 1913, zm. 10 marca 1999) – polska koszykarka i siatkarka, brązowa medalistka mistrzostw Europy w koszykówce (1938).

## Kariera sportowa
Była zawodniczką AZS Warszawa.

### Koszykówka
W 1937 i 1938 zdobyła mistrzostwo Polski, w 1935 i 1939 wicemistrzostwo Polski. Jej największym sukcesem był brązowy medal mistrzostw Europy w 1938. Ponadto w 1935 i 1937 zdobyła z drużyną akademickie mistrzostwo świata. W latach 1935–1939 i w roku 1949 wystąpiła w 16 spotkaniach reprezentacji Polski. 

### Siatkówka
W 1934, 1935, 1938, 1939, 1947 i 1948 została mistrzynią Polski, w 1937 i wicemistrzynią Polski. 14 lutego 1948 wystąpiła w pierwszym w historii meczu reprezentacji Polski, wygranym 3:1 z Czechosłowacją